# 努盖杜-圣维多利亚
努盖杜-圣维多利亚（義大利語：Nughedu Santa Vittoria），是意大利撒丁大区奥里斯塔诺省的一个市镇。总面积28.56平方公里，人口528人，人口密度18.5人/平方公里（2009年）。ISTAT代码为095034。